# Usun-Kiujol (ułus suntarski)
Usun-Kiujol (ros. Усун-Кюёль) – wieś w Rosji, w Jakucji, w ułusie suntarskim. W 2010 liczyła 667 mieszkańców.